# Magharee Islands SAC
Magharee Islands SAC este o arie protejată (arie specială de conservare — SAC, sit de importanță comunitară — SCI) din Irlanda întinsă pe o suprafață de 2.270,16 ha, integral pe uscat.

## Localizare
Centrul sitului Magharee Islands SAC este situat la coordonatele 52°19′54″N 10°00′19″W / 52.331604°N 10.005214°V.

## Înființare
Situl Magharee Islands SAC a fost declarat sit de importanță comunitară în ianuarie 2002 pentru a proteja 2 specii de animale. Situl a fost protejat și ca arie specială de conservare în octombrie 2017.

## Biodiversitate
Situată în ecoregiunea atlantică, aria protejată conține 1 habitat natural: Recifuri.
La baza desemnării sitului se află mai multe specii protejate de  păsări (2): chiră de baltă (Sterna hirundo), Sterna paradisaea.
Pe lângă speciile protejate, pe teritoriul sitului au mai fost identificate 2 specii de plante, 1 specie de păsări, 5 specii de nevertebrate.